# 仙台市都心部
仙台市都心部（せんだいしとしんぶ）では、宮城県仙台市の都心とされる地域について扱う。

## 範囲
仙台市の都心に明確な定義はないが、2021年（令和3年）に策定された仙台市の都市計画では「都心地区」の記述がある。具体的な地域として、仙台駅周辺、青葉通り周辺、一番町周辺、勾当台公園周辺、定禅寺通周辺、宮城野通周辺が挙げられ、その他にも国分町の飲食店集積地、東北大学や東北学院大学がある高等教育機関の集積地も都心地区に含まれている。これらがある範囲の中において、都心機能強化ゾーンや都市再生緊急整備地域が設定されている。また、都心と密接な関係を持つ区域として青葉山周辺や宮城野原周辺が挙げられている。

## 歴史

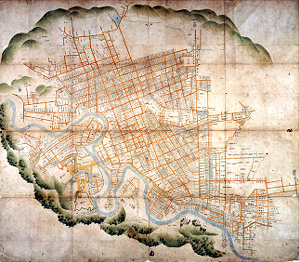
寛文9年（1669年）に描かれた仙台城下町

仙台市の都心部は、江戸時代の仙台城の城下町（別称：仙台輪中、仙府。以下、仙台輪中を使用）を基礎に発展してきたが、明治時代の仙台駅の設置、仙台市電の敷設、戦後の復興道路などによる人の流れや交通環境の変化によってその中心部は変化してきた。
江戸時代には、現在の国分町通（旧奥州街道…南北軸）と中央通（旧大町…東西軸）が直交する芭蕉の辻が中心であり、その四隅に同じ構造の楼閣が建てられ、城下一の商業地として賑わった（明治期の芭蕉の辻の写真）。
明治時代になると芭蕉の辻周辺には銀行などが出来、業務地区化し始めた。このため、物販・サービスについては、国分町通の1本東を南北に並走する東一番丁や、芭蕉の辻より東側の大町沿いが担うようになる。東北本線が開通すると仙台駅前（西口）の名掛丁などに集積が進み、仙台市電開業後は、芭蕉の辻と仙台駅とを結ぶ南町通の業務地区化が進んだ。
1941年に芭蕉の辻の一角に日本銀行仙台支店が置かれた。戦後に復興道路として新規に開通した広幅員の青葉通が、芭蕉の辻と仙台駅を繋ぐ道として金融街・オフィス街として発達した。また、復興道路として広幅員化した東二番丁（国道4号）や広瀬通なども次第に業務地区に組み込まれた。
仙台市が政令指定都市化したバブル景気期には、仙台市地下鉄南北線開通により都心部は路線沿いに拡大し、官庁街の勾当台公園周辺地区と都心の業務地区が一体化して、南北に北四番丁駅（勾当台地区北側）から五橋駅（五橋地区）までオフィスビルが立ち並ぶようになった。また、ITバブル期と仙石線地下化が重なった2000年前後には、仙台駅東口の宮城野通が「ITアベニュー」と呼ばれ、IT企業を中心に業務機能の集積が進んだ。現在は、一番町と仙台駅西口が2つの極となっているが、旧城下町部分（仙台輪中）を中心に面的に広がりを持って複合都心を形成している。

## 都市機能

### 官庁街
江戸時代、仙台藩の事務処理を行う施設は、仙台輪中の西端に位置する仙台城二の丸を中心に、広瀬川の右岸沿い段丘上に集中していた。戊辰戦争に敗戦すると、仙台城は官軍に占領されてそのまま常備軍が置かれ、仙台鎮台→陸軍第二師団→進駐軍占領→東北大学川内キャンパスと変遷している。
また、広瀬川左岸沿い段丘崖直上の片平丁に集中していた上級家臣などの屋敷も国が利用し、偕行社、裁判所、第二高等中学校、東北帝国大学などが設置された。現在は、西公園、仙台高等裁判所・仙台地方裁判所・仙台家庭裁判所、東北大学片平キャンパスなどに利用されている。裁判所がある片平地区には、仙台高等検察庁・仙台地方検察庁や弁護士事務所等が位置する。
他の軍事的要地も接収され、仙台輪中南東端（現：若林区）にあった若林城はのちに宮城刑務所となり、仙台輪中東端（現：宮城野区）の榴岡天満宮のある丘とその周囲も軍関連施設が置かれた。現在、丘の部分は榴ヶ岡公園（東公園）、仙台管区気象台など合同庁舎3棟、NTTなどになり、周囲の跡地は東北厚生局（本部は移転）、国立病院機構仙台医療センター、宮城野原公園総合運動場（宮城球場など）等に利用されている。
このように、仙台藩の重要施設・要地のほとんどを国が押さえて、東北地方を管轄する行政機関を設置していったため、旧仙台藩地域を管轄する行政機関はそれまでの土地を追い出された形となった。廃藩置県以降の宮城県や仙台市を管轄する行政機関は、藩の施設としてわずかに残っていた養賢堂（現在の勾当台公園に所在）を県庁に転用し、隣接地に仙台市役所を設置することになった。以後、勾当台周辺が県・市関連の官庁街となり、現在は、勾当台公園の北側に宮城県庁（知事部局・議会・県警察本部）および、仙台市役所（本庁舎・議会）、青葉区役所、国の出先機関（東北経済産業局など）が入居する仙台第一・第二合同庁舎が位置している。周辺には公共事業や県や市の事業に関連する企業が集中立地し、オフィス街を形成している。
また、春日町には仙台法務局があり、周辺は司法書士や不動産関連の資格者の事務所が集まる。

### オフィス街
中心業務地区は、仙台市地下鉄南北線の北四番丁駅から五橋駅までの区間を中心に都心部全体に広がっている。高層の賃貸オフィスビルは片側4車線の東二番丁通や仙台駅周辺に多く、銀行の本支店は青葉通に集中している。高層オフィスビルは、現行の仙台市の環境アセスメント条例の対象である100m以上のものが6棟（仙台トラストタワー、AER、SS30、エナジースクエア、ドコモ東北ビル、花京院スクエア）あり、オフィス・マンション含め、航空法、建築基準法施行令第36条、ガス事業法施行規則第106条などで様々な制限がかかる60m以上の建築物は、市内に30棟（建設中・計画中も含めると50棟ほど）ある。なお、仙台市内のほとんどの地域は、仙台空港の制限表面による規制を受けない（参照）。
仙台の都心部は長町-利府断層線西側の河岸段丘上にあるため（→仙台の地形）、高層ビル建設に不利な地盤ではないが、30年おきに発生すると言われる宮城県沖地震を考慮しなくてはならない。また、仙台駅東口の土地区画整理事業により、都心に今後大量に土地供給が予定されている。これらの背景や賃料相場などから、支店経済の仙台には30階建級が限界と見られてきた。
オフィス事情を見ると、2003年頃までは、高度情報化と地方の不況とで、他都市に本社がある会社の仙台支店は縮小傾向となり、仙台のオフィス需要も下がり気味であった。そのため、民業圧迫とならないよう、市当局による仙台駅北部市街地再開発（花京院地区）における高層オフィスビル計画は、14階建の商業・ホテル複合ビルと、29階建のオフィス・マンション複合ビルに計画変更された。
一方、民間では、高速バスの仙台 - 福島線や仙台 - 山形線を引き金とする東北地方の陸上交通の再編などにより、仙台市の経済圏の拡大が顕著になった2004年頃から都心部の物販が上向きになり、さらに2005年に新規参入したプロ野球の東北楽天ゴールデンイーグルスが宮城球場を本拠地としたことで他都市に本社を持つ企業の耳目を集め、民間投資を活性化させた。
ここに、東京で盛んな不動産投資信託 (REIT) が、利幅が減った東京から地方に投資先を振り向けたため、都心部の東二番丁通沿いや仙台駅周辺に次々と供給されている大型空き地（東北学院中学・高等学校跡地、JT跡地、仙台中央警察署跡地など）を県外資本が高額で買収しており、オフィスビルやホテル、高層マンションなどの計画を打ち出している。そのため、楽天が進出した仙台駅東口の地価がまず上昇に転じ、その後、都心部全体が地価上昇に転じた。
都市再生特別措置法に基づいて容積率が緩和される都市再生緊急整備地域として、市内には、都心部の「仙台駅西・一番町地域」と長町副都心の「仙台長町駅東地域」がある。都心部の方では、仙台ファーストタワー（地上24階、高さ99.9m）が適用第1号として建設された。また、仙台駅西口北側のX橋周辺で高層ビルの建設が多く見られる。高層ビルは環境アセスメントの必要がないぎりぎり100m未満のビルが主流であり、REIT物件（オフィスビル、マンション）やビジネスホテルなどでは、様々な制限を受けない60m以下（14階建程度以下）で建設される傾向がある。他方、森トラストが、東北学院中学・高等学校跡地にオフィス・外資系高級ホテル・商業施設が一体となった複合ビル（仙台トラストタワー、地上37階、高さ約180m）が2010年にオープンし、北関東以北で最も高いビルとなった。
市内には高さ80m以上の超高層マンションが建設中も含めて16棟存在し、20階建級も含めると多数ある。「仙台でも都心回帰現象が見られる」と言われるが、既存のオフィス街や中心部商店街がある都心部の機能低下から集合住宅に転用される例は少なく、「都心周辺部」とされる職住混在地域にマンションが建つ例が多い。ただし、大型空地が大量供給された五橋地区では、不動産業界が地位（ちぐらい）が高いと見なし、超高層マンション集中立地の傾向がある。「都心周辺部」では、地位が高いと見なされている東北大学病院前の西公園通沿いに中高層マンションが多いほか、都心周辺部～旧来のDIDにあたる地域での土地区画整理事業による土地大量供給で、小鶴新田駅前・仙台駅東口・長町副都心を中心に県内・県外双方のマンション建設投資が活発化している。
なお、来賓や接待客の宿泊は、都心からそう遠くない松島・秋保温泉・作並温泉の高級旅館・ホテルや、都心の各ホテルのスイートルームなどが担ってきたが、仙台トラストタワーには平均客室料が高い外資系高級ホテルのウェスティンなどのホテルも増えて来ている。

### 中心商業地

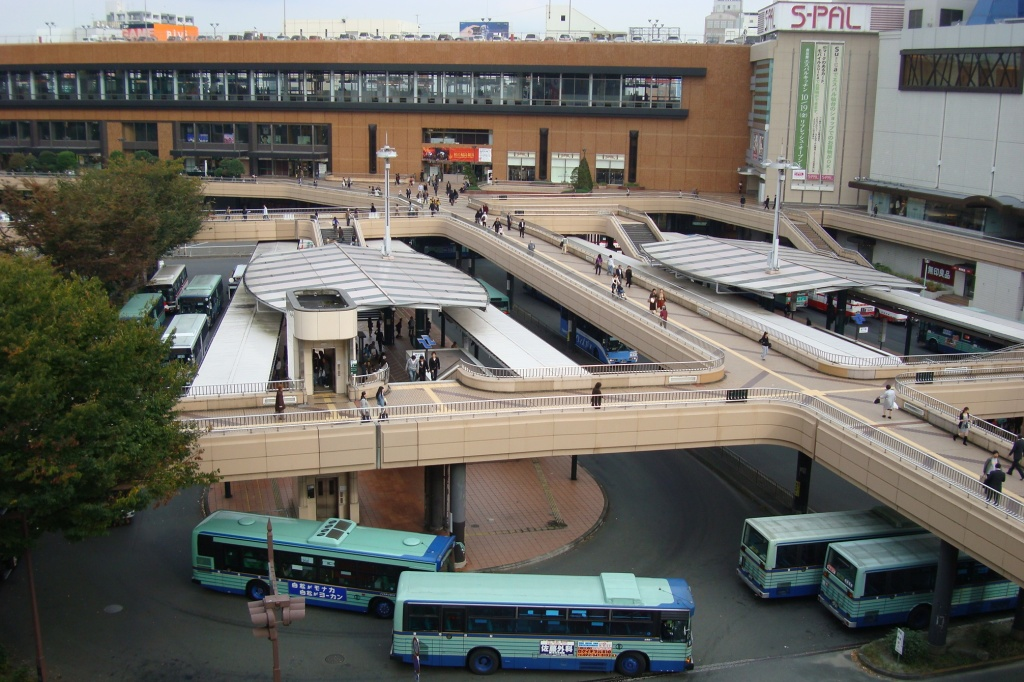
仙台駅西口のペデストリアンデッキ

仙台の中心商業地は、「一番町」と「仙台駅西口一帯」の2つの極と、それらを結ぶ「中央通」とで構成され、ダンベル型をしている。
「一番町」（東一番丁通） は、歩行者天国化されたアーケード商店街である。沿道には地元商店や路面店型の専門店、デパートやファッションビルが立ち並ぶ。近年は、デパート藤崎がある一番町三丁目のブロックを中心にブランド街化が進んできている。一番町と広瀬通の交差点付近には、東北地方各都市からの高速バスの停留所があり、県外の買い物客も訪れる。
「仙台駅西口一帯」 は、ペデストリアンデッキによって大規模店がつながっている。既存デパートが若年層向け品揃えに変化させたり、仙台ロフトや仙台パルコが進出したりと、どちらかというと若者向けの街になりつつある。EBeanSの裏手には仙台朝市があり、庶民の台所として賑わっている。
これら2つの極は、同様に歩行者天国化されたアーケード街である「中央通」などによって繋がっており、買物客の回遊性・滞留性を作り出している。
詳細はそれぞれ、一番町（仙台市）、仙台駅#駅周辺、中央通（仙台市）を参照。
| 県     | 市     | 店名                       | 運営会社             | 売上高（億円） | 売上高（億円） |
| ------ | ------ | -------------------------- | -------------------- | -------------- | -------------- |
| 青森県 | 青森市 | さくら野青森本店           | （株）さくら野百貨店 | 057.3          |                |
| 青森県 | 弘前市 | さくら野弘前店             | （株）さくら野百貨店 | 069.8          |                |
| 青森県 | 八戸市 | 中合三春屋店               | （株）中合           | 047.4          |                |
| 青森県 | 八戸市 | さくら野八戸店             | （株）さくら野百貨店 | 040.2          |                |
| 岩手県 | 盛岡市 | パルクアベニュー・カワトク | （株）川徳           | 188            |                |
| 岩手県 | 盛岡市 | アネックスカワトク         | （株）川徳           | 034.7          |                |
| 岩手県 | 北上市 | さくら野北上店             | （株）さくら野百貨店 | 035.9          |                |
| 宮城県 | 仙台市 | 藤崎                       | （株）藤崎           | 431            |                |
| 宮城県 | 仙台市 | 仙台三越                   | （株）仙台三越       | 353            |                |
| 宮城県 | 仙台市 | さくら野仙台店             | （株）エマルシェ     | 079.3          |                |
| 秋田県 | 秋田市 | 西武秋田店                 | （株）そごう・西武   | 102            |                |
| 山形県 | 山形市 | 大沼本店                   | （株）大沼           | 062.8          |                |
| 山形県 | 山形市 | 十字屋山形店               | （株）中合           | 034.7          |                |
| 山形県 | 米沢市 | 大沼米沢店                 | （株）大沼           | 017.8          |                |
| 福島県 | 福島市 | 中合福島店                 | （株）中合           | 094.9          |                |
| 福島県 | 郡山市 | うすい百貨店               | （株）うすい百貨店   | 163            |                |

- 東北所在の百貨店の総売上高の 「47.6%」 を仙台市都心部の3店が占め、「仙台一極集中」傾向がある。
- 百貨店の売上高では、一番町の2店（藤崎・仙台三越）の方が仙台駅前より多い。

### 集客施設・イベント地区

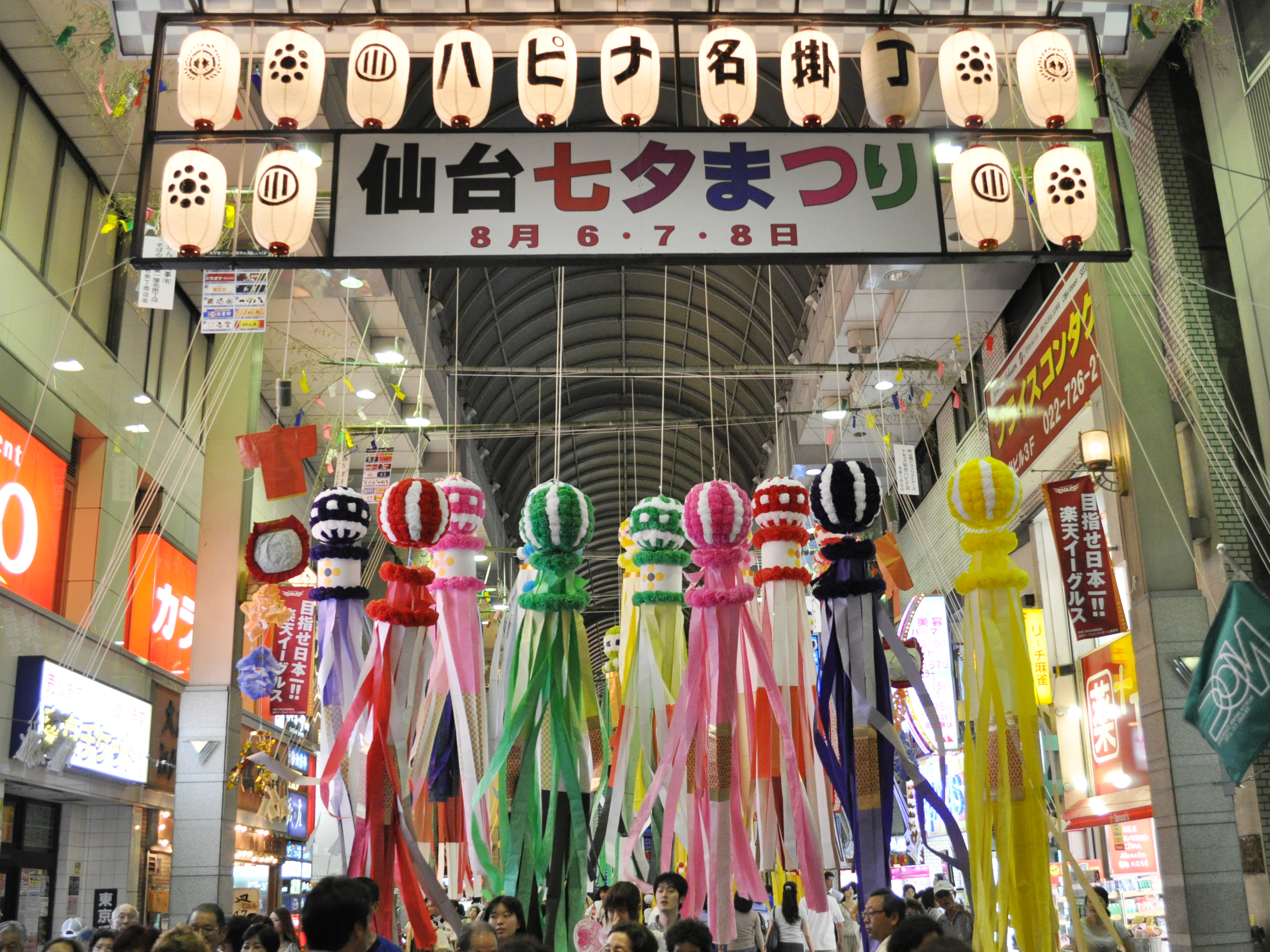
中央通に施された七夕祭りの飾り付け

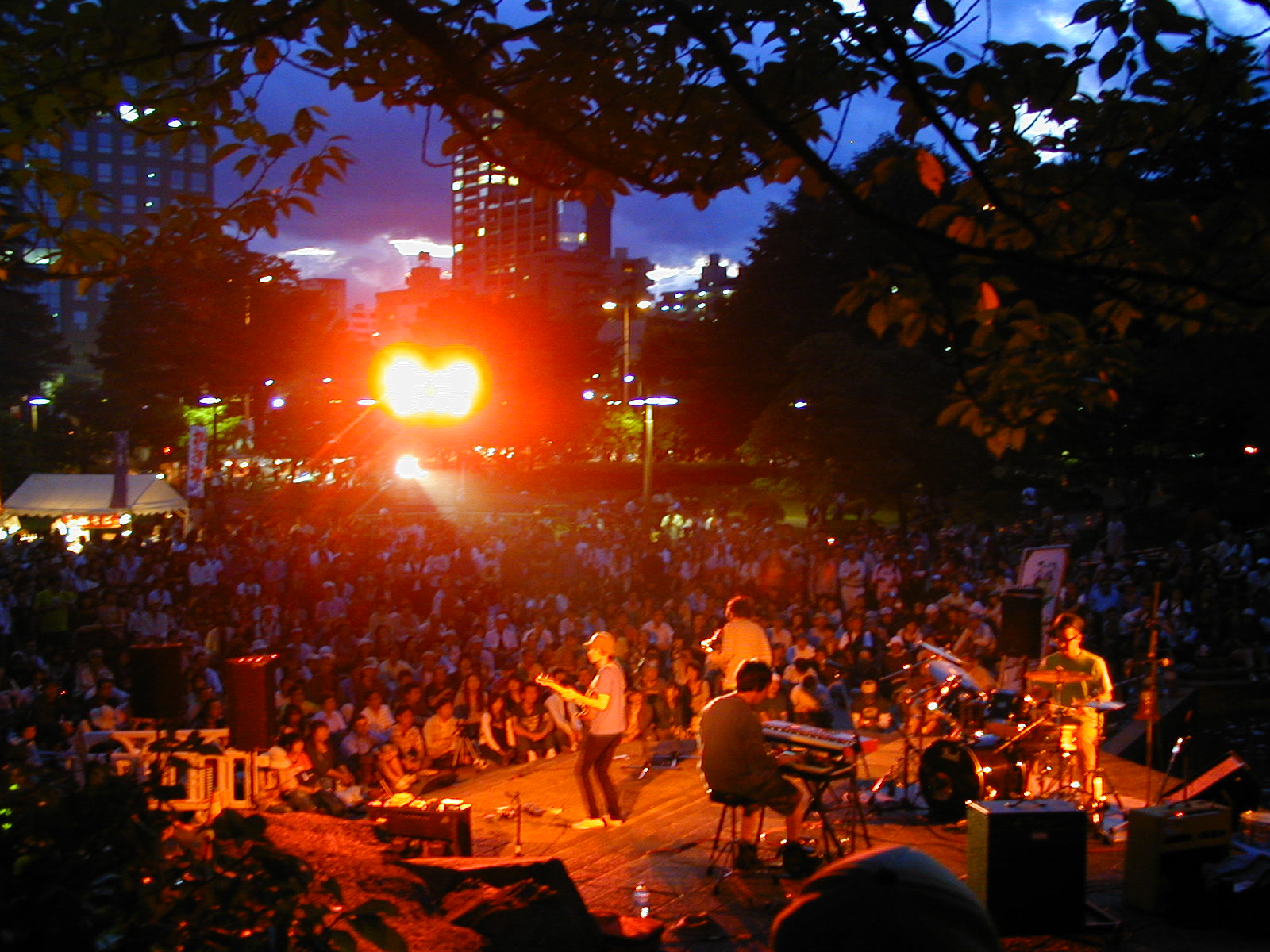
定禅寺ジャズフェスで賑わう勾当台公園

定禅寺通を軸として、屋外イベント施設となった勾当台公園や、屋内集客施設のコンサートホール・多目的展示場などが立ち並んでいる。また、中心部商店街の一番町・中央通・仙台駅前でも屋外イベントが開かれる。
都心部の収容1000人以上の集客施設は、以前は定禅寺通の宮城県民会館と仙台市民会館、および、東二番丁の電力ホールくらいしかなかった。新設される場合は、広い土地と安い地価を求めて地下鉄沿いなどの郊外に設置されることが多かった。これが、仙台駅東口の再開発に伴って仙台サンプラザとZepp SENDAIが、広瀬川右岸の青葉山公園内に仙台国際センターが設置され、その他の都心部にも数百人収容程度のライブハウスや多目的展示場が設置されるようになり、都心部の集客力を支えている。
屋外でのイベントは、仙台七夕に代表されるように一番町や中央通沿いで開かれる他、数十万人以上の入り込みが予想される場合に定禅寺通を車両通行止めにして開催されてきた。1980年代後半に勾当台公園が地下鉄南北線の開通に伴って大幅に造り直され、市民広場が設置されると、勾当台公園が屋外イベントの開催地として注目されるようになり、現在ではほぼ毎週末何かしらのイベントが開催され、夏季には平日でも連日イベントが開催されるようになった。近年は、勾当台公園のみでは需要をまかなえなくなり、錦町公園や西公園も屋外イベント開催地として機能し始めている。また、せんだいメディアテークが新設され、定禅寺通の共同溝設置と中央分離帯遊歩道の小ステージ設置工事がなされると、定禅寺通自体のイベント集客力も向上した。これらの屋外集客施設は定禅寺通沿いにあり、定禅寺ストリートジャズフェスティバルやSENDAI光のページェントなどの際には有機的に繋がり、また、ループシャトルバスなどで繋がれる。（仙台市#文化・名物、仙台市の音楽イベント、仙台市内の公共施設一覧も参照）

### サブカルチャー地区
ライブハウスは一番町とその周辺に多い。踊る方のクラブは、一番町や国分町のビルの中や横道の地下、または上階に立地する。アメリカ人やイギリス人がオーナーや店員をやっているクラブもあり、外国人客もいる。萌え系ショップは、仙台駅西口の仙台朝市周辺、新学生街のクリスロードに散在し、メイド喫茶は、新学生街の本町、旧学生街のサンモール一番町、歓楽街の国分町に計4店程度。特色のある雑貨屋やメインストリームではないレコードやCDを扱っている店は、旧学生街の横丁や柳町通等にある。以上のように、仙台のサブカルチャー関連のものは散在し、東京のように集中立地してはいないが、新旧の学生街地区と仙台朝市周辺にやや集っている。
また、仙台の若者たちが作り出す消費文化を背景としたファッション誌「COLOR」がプレスアートから出版されている。「COLOR」で紹介される店舗は、仙台のファッションの中心エリアである一番町三丁目、あるいは、新旧の学生街に立地している例が多い。

### 歓楽街

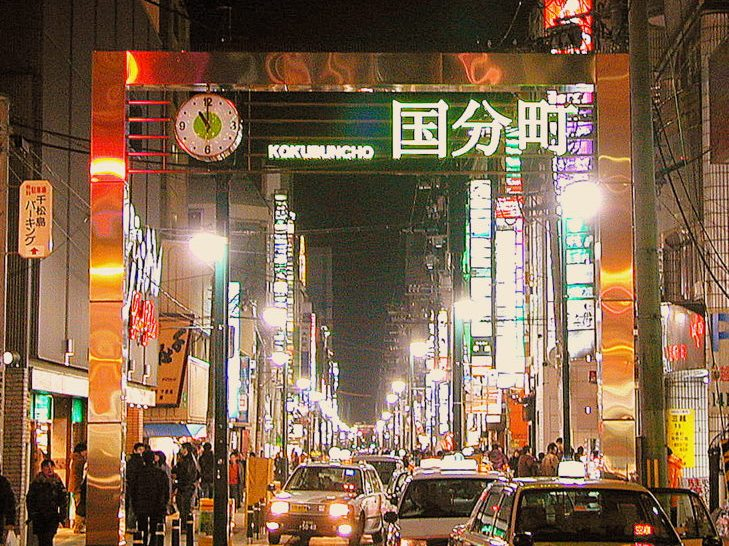
歓楽街として賑わう夜の国分町

歓楽街としての国分町は、一番町の西側に平行して南北に走る国分町通（旧奥州街道）を中心に、稲荷小路・虎屋横丁などその周辺に広がっており、2500軒以上の飲食店が集まっているといわれる。ほとんどの飲食店は、おおよそ、東端が東一番丁通、南端が広瀬通、西端が晩翠通、北端が定禅寺通に囲まれたブロック内に集中している。この範囲から晩翠通を挟んで西側にある立町（たちまち）の本櫓丁には（呼べば芸者も来る）高級料亭がある。なお、広瀬通を挟んで南側の国分町通は、芭蕉の辻を中心にオフィス街となっている。
仙台駅西口周辺にも飲食店集中地区があるが、ほとんどがビルの中などに散在して存在する形になっている。一方で、名掛丁の南側にある政岡通りやじゃんじゃん横丁など、戦後の雰囲気を残した飲食店が並ぶ道もある。仙台駅前の飲食店は、仙台駅を利用して郊外に帰る通勤客や仙台出張の新幹線客等に対応し、終電後に閉店するものが多かった。しかし、近年、東北地方各地から仙台に遊びに来る買い物客・観光客等に対応し、踊る方のクラブが初めて駅前のビルの中に出来た。
近年は、仙台駅の東側でも、仙台駅東口広場から名掛丁塩釜神社に至る初恋通沿いや仙台市地下鉄東西線・宮城野通駅周辺に飲食店等が集まり始めており、郊外では泉中央の泉中央駅西口にも飲食店が立地するようになってきている。

### 横丁・屋台
都心部には、東一センター（東一連鎖街）、 東一市場、壱弐参横丁（いろはよこちょう）、文化横丁、仙台銀座、じゃんじゃん横丁など、戦後の雰囲気を残した横丁や小路の飲み屋街がある。これらの横丁には、第二次世界大戦後から延々と続く店がある一方で、国分町などの飲食店ビル等に比べて開店資金が少なくても済むメリットから、若者らの新規出店が相次いで注目の店も増えた。若者の横丁回帰現象に対応し、東一市場と文化横丁には踊る方のクラブも進出した。しかし、老朽化や耐震基準を満たしていないこと等から再開発の話が度々出ており、東一センターとじゃんじゃん横丁が再開発で消滅した。
かつて屋台は仙台市街に470軒あったとされる。戦後、仙台駅前にあった闇市の酒売りなどが始めたのが仙台の屋台の始まりとされるが、1950年（昭和25年）のレッドパージで公職追放された者が新規開業する例も現れた。1950年（昭和25年）に青葉通の建設が始まると、建設中にもかかわらず歩道部分に屋台が連なり、代執行で移動させられたりした。このように、建設中から屋台街だった青葉通は1954年（昭和29年）に完成。1956年（昭和31年）には仙台駅前の約30軒の屋台が青葉通に移転させられた。1965年（昭和40年）に屋台営業が「一代限り」と規制されると次第に軒数は減り、現在営業しているのは青葉通の3軒のみとなっている。市民グループを中心に、屋台の新規開業の許可を市当局にかけあっているが、見通しは立っていない。これは屋台がテキヤ系暴力団の資金源となるため、戦後の一時期に宮城県警察が取り締まりを行ったことによる。革新首長時代には風俗営業店も厳しく取り締まりを受け、その結果として風俗店は現在でも都市規模の割に少なく、代わりにデリバリー型が発達している。

### 学生街
仙台の学生街は、明治期より形成された旧学生街と、平成になって活況を呈してきた新学生街の2つがある。

#### 旧学生街

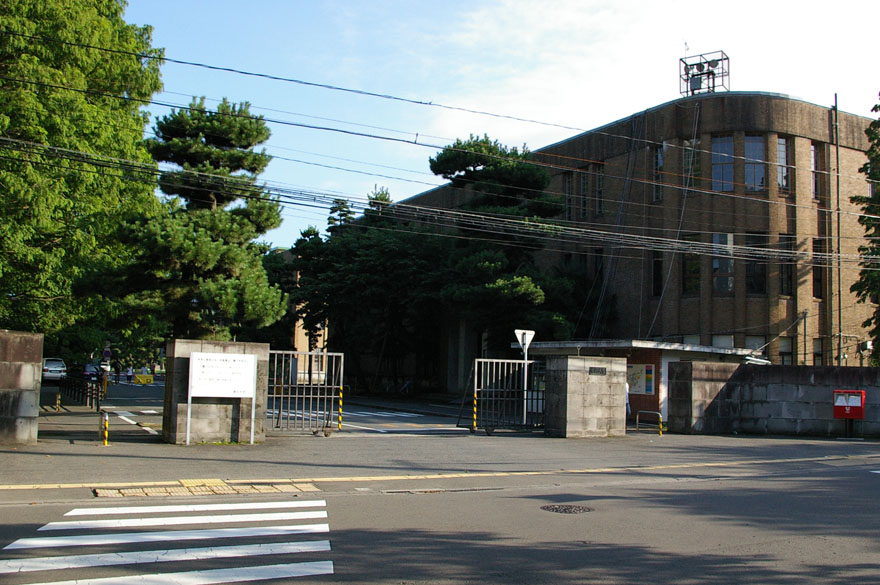
東北大学片平キャンパス北門

住所
一番町1丁目、一番町2丁目
主な通り
サンモール一番町、柳町通など
旧学生街は、東北大学片平キャンパスの北門前にある一番町南端周辺である。かつては、映画館・本屋・古本屋・楽器屋・レコード店・大手スポーツ用品店・古着屋・定食屋・飲み屋等が集中して、一番町のデパート藤崎以北とは違ったアカデミックかつ庶民的な学生街として栄えた。しかし、東北大学の教養部やサークル棟が片平から川内キャンパスに移り、南隣りにある東北学院大学の教養部が土樋キャンパスからが泉キャンパスに移転して以降徐々に衰退した。
反面、出店コストが下がったため、文化横丁や壱弐参横丁などの横丁や、一番町一丁目の裏道などに若者が新規出店するなど新たな動きも見られる（メイド喫茶まで出店した）。また、片平キャンパスがほぼ研究施設のみの構成となったことにより、留学生比率が高い大学院生・研究員などの影響で地区の外国人比率が上がり、それを当て込んだ日本人・在仙外国人による多国籍料理、アイリッシュパブ、ロシア料理の路上販売、旅行会社などの特徴的な業種の集積傾向が見られている。

#### 新学生街
住所
中央2丁目、本町2丁目
主な通り
クリスロード・東四番丁・元寺小路など
本町は、かつては元寺小路を中心に家具屋が多く立地して「家具の街」といわれていたが、家具屋がロードサイド店舗として郊外移転し、現在は、専門学校や予備校の集中地区に変貌した。通学動線は、東四番丁・東三番丁（地下鉄・広瀬通駅、JR仙石線・あおば通駅）、および、仙台駅に向かう中央通（クリスロード・ハピナ名掛丁）。
本町には、「本町七坂五横丁」（七坂：銀杏坂・きらら坂・桜坂・思案坂・忍坂・元貞坂・宵町坂。五横丁：赤井横丁・亜米利加横丁・極楽横丁・しろい横丁・そぞろ横丁）と呼ばれる坂や細道などがあり、やや迷路性がある。このブロック内には、Date FM、ライブハウス、クラブ、DJ用のレコードショップ、セレクトショップ、メイド喫茶、そして、学生の憩いの場の錦町公園等がある。本町とクリスロードとを繋ぐ東四番丁・東三番丁等やその脇道には、ファッション関連のブランドショップ（Paul Smith、Jean-Paul GAULTIER、Patagonia等）、セレクトショップ、そしてスイーツ専門店等が集中立地し、仙台で生まれたファッション・ブランドの店舗もある（「仙台の裏原宿」として紹介される場合もある）。クリスロード沿いには、映画館、靴屋、CD専門店、携帯電話会社の直営ショップ、ファーストフード店、カフェ、歩きながら食べられるタイプの間食系路面店などが立地するなど、以前の学生街とは違った種類の店を呼び寄せて、全体で新学生街を形成している。
クリスロードと連続して仙台駅に至るハピナ名掛丁は、駅に近づくにつれて新学生街的な店舗構成から、いわゆる駅前立地型業種の比率が多くなり、雑然としていく。

### 仙台駅東口

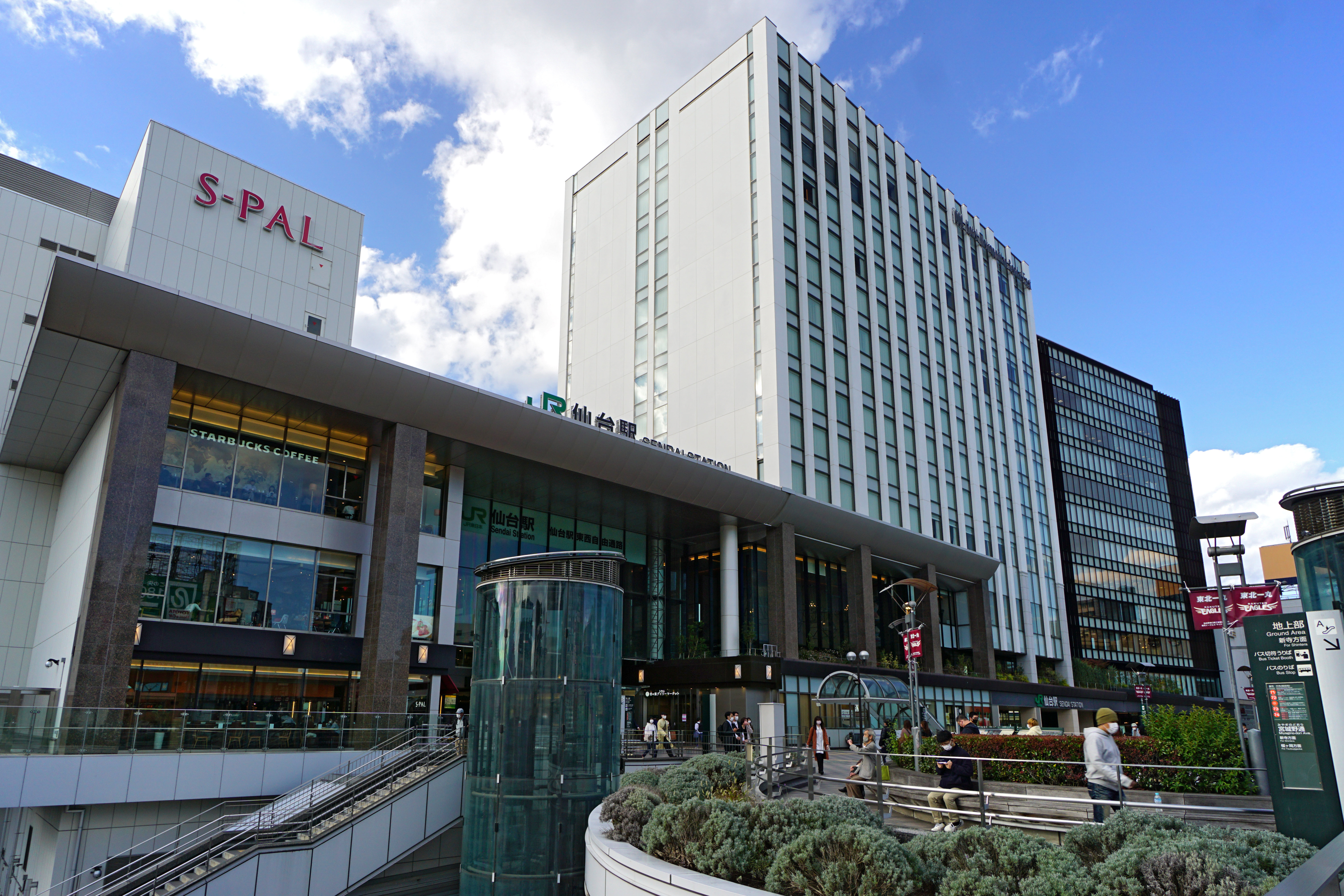
JR仙台駅東口（2021年10月撮影）

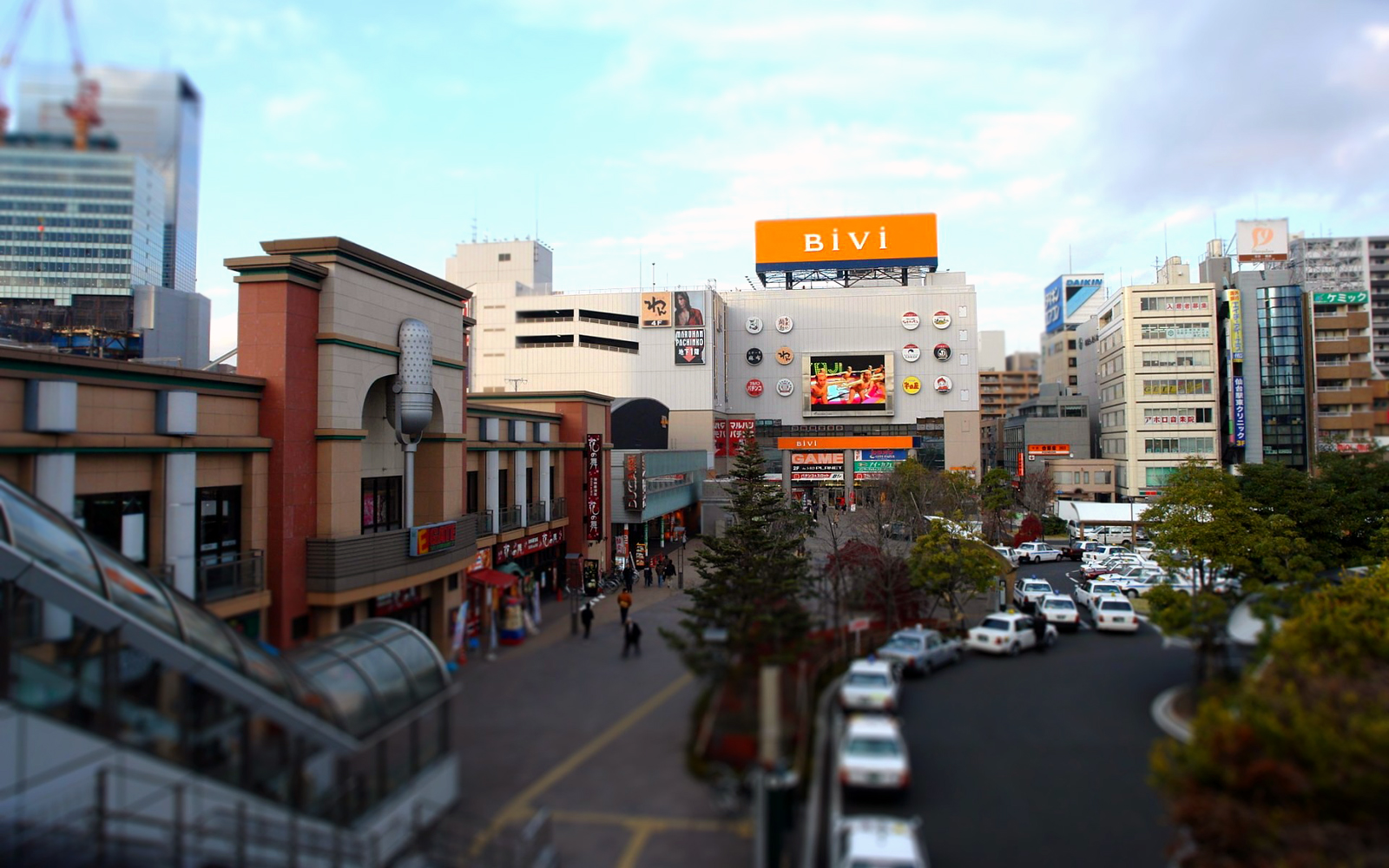
JR仙台駅東口（2007年12月撮影）。モータウンカフェ仙台店およびZepp Sendaiは閉鎖され、跡地は再開発済み。

以前は地元の人から駅裏と呼ばれ、藩政時代の町割を残す、仙台空襲の災禍を免れた由緒ある町があった。江戸時代に足軽や鉄砲職人が住んでいた町であり、二十人町や鉄砲町などの町名が今でも残っている。また、伊達政宗の時代に作られた寺町も現在でも残っている。
1980年代前半までは、宮城野橋を中心に終戦直後からほとんど変化がなく、暗い雰囲気が漂っていたが、90年代の土地区画整理事業で様変わりした。現在では複数の大手予備校と専門学校が集中立地し、学生向けに主に飲食店・ゲームセンター・映画館などが集積している。床面積が小さく賃料も安い物件が駅近くに少ないため、衣料・雑貨などの物販は、土地区画整理事業以前の旧道沿いに分散して存在。代々木ゼミナールの裏手には質屋が数店ある。
東口の自由通路出口から北側の旧仙石線仙台駅および東七番丁に向かって、駅ビル、Zepp SENDAI、BiVi仙台駅東口、ペンシルビルなどが立ち並ぶ。南側の北目町通東八番丁交差点周辺の雑居ビルにも飲食店の集積がやや見られる。駅前の物販では、ヨドバシカメラやパソコンパーツショップが数店集まった。

### 温泉
- アパ仙台温泉（2006年3月出湯）
- ドーミーイン 青葉の湯
- ドーミーイン 萩の湯

## 地名

### 都心部の地名の変遷
- 1600年：陸奥国宮城郡荒巻村、小田原村、南目村、根岸村の入会地[17]（仙台城と城下町の建設が始まる。）
- 1868年：陸前国宮城郡仙台（陸奥国が、陸奥国・陸中国・陸前国・磐城国・岩代国に分割される。）
- 1871年：仙台県宮城郡仙台（廃藩置県で仙台藩は分割され仙台県がおかれる。）
- 1872年：宮城県宮城郡仙台（県域変更・県名改称）
- 1872年：宮城県第二大区（大区小区制施行。仙台は複数の小区に分割）
- 1878年：宮城県仙台区（郡区町村編制法施行）
- 1889年：宮城県仙台市（市制施行）
- 1989年：宮城県仙台市青葉区（政令指定都市）

### 町割り

#### 「丁」と「町」
1600年、伊達政宗によって仙台（仙臺）開府がなされた。城下町の仙台は、仙台城（青葉城）の大手門を西の基点とした東西軸の大町と、奥州街道を兼ねる南北軸の国分町を中心に碁盤目状の町割りがされた。大町と国分町とが交わる十字路は芭蕉の辻と呼ばれ、仙台城下の中心商業地として栄えた。
- 数学のxy座標平面に例えると、x軸が「大町」、y軸が「国分町」、x軸とy軸の交点である原点Oが「芭蕉の辻」となっている。

城下町の町割りにおいては、以下のような命名の法則がある（丁と町の使い分けに関しては、和歌山城下町でも同様）。
- 「○○丁」（ちょう）… 侍が住む道。侍町。
- 「○○町」（まち）… 町人が住む道。町人町。
- 「○○小路」（こうじ）… 主に寺社を配置した道
- 「○○通」（とおり）… 「○○に繋がる道」との意味。○○が道の場合は、その道と直交する。

具体的には、侍町の名掛丁や東二番丁には丁を付け、他方、町人町の国分町や大町などには町を付けた。現在の一番町は「町」となっているが、藩政時代には「東一番丁」と書き、侍町であった。現在も通りの名称は「東一番丁通」である。中心部商店街となった現在の東一番丁通の周辺は、商業の町として「一番町」（読み方は「ちょう」のまま）という地名になった。また、「国分町」は藩政時代には「こっぽんまち」と読んでいたが、現在は「こくぶんちょう」という読み方が主流である（参照）。その他、「○○通」の例には、定禅寺に繋がる定禅寺通、北目町に繋がる（直交する）北目町通、南町に繋がる（直交する）南町通などがある。
なお、北九番丁、北十番丁、および東十番丁は、仙台市の「歴史的町名等活用推進事業」の路線には指定されていないが、地名や商店名として利用されている。（参考）

#### 東X番丁
国分町の東側を国分町と並走して南北に貫く道は、順に東一番丁、東二番丁、...、東十番丁と名付けられ、侍町とされた。
他の通りも含め西から東に順に列挙し、現在の状況を説明する。
- 国分町（旧奥州街道。国分町2丁目部分が歓楽街。歓楽街以南はビジネス街。以北は青葉神社通）
- 稲荷小路（歓楽街など。国分町と東一番丁の間の細道。戦後に全通。仙台市道青葉1664号・国分町2号線）
- 東一番丁 （一番町。繁華街）
- 東二番丁（国道286号。仙台の中心部で最も広い道路。定禅寺通との交差点に地下鉄南北線・勾当台公園駅がある）
- 東三番丁（新学生街。仙台市道青葉1156号・東三番丁線）
- 東四番丁（新学生街の中心。広瀬通との交差点に地下鉄南北線・広瀬通駅があり、青葉通との交差点にJR仙石線・あおば通駅がある。仙台市道青葉1155号・東四番丁線）
- 東五番丁（愛宕上杉通。青葉通との交差点に地下鉄南北線・仙台駅がある）
- 駅前通
  - JR仙台駅（駅前通と東六番丁との間にある）
- 東六番丁（南北は東北本線によって分断されている。北側に宮町が続き、南側は現在の仙台駅構内の場所を通っていた）
- 東七番丁（仙台駅東口前を通る。北側に車町が続く。宮城野通との交差点に仙石線・仙台駅がある。榴岡1～2号線、名掛丁1号線、元寺小路1号線など）
- 東八番丁（東口最初の南北大通。東八番丁小田原線、東八番丁2～3号線）
- 東九番丁（細道。仙台市道宮城野1402号・榴岡三丁目1号線、宮城野1410号・榴岡四丁目2号線など）
- 東十番丁（仙石線・榴ケ岡駅の西側の大通り。宮沢根白石線など）

#### 北X番丁
城下町を東西に貫く道は「北X番丁」と名付けられた。
北から南に順に列挙し、現在の状況を説明する。
- 北十番丁（青葉神社通から西に向かう全長184.0mの細道。仙台市道青葉755号・北十番丁線）
- 北九番丁（細道。大衡仙台線と堤通で管理が分割されている。仙台市道青葉752号～754号・北九番丁1号線～3号線）
- 北八番丁（堤通で管理が分割され、堤通以西は東向き、以東は西向きに一方通行規制（軽車両を除く）されている。仙台市道青葉750号～751号・北八番丁1号線～2号線）
- 北七番丁（東北大学旧雨宮キャンパスによって分断されている。軽車両を除き西向きに一方通行規制されている区間がある）
- 北六番丁（宮町通から勾当台通まで西行きは2車線確保されているが、東行きは愛宕上杉通以東が1車線である）
- 北五番丁（東北大学星陵キャンパスによって分断されている。軽車両を除き西向きに一方通行規制されている。仙台市道青葉744～745号・北五番丁1号線～2号線）
- 北四番丁（西行きは国道48号、東行きは利府街道に接続する。本項目では唯一全線片側2車線。東二番丁との交差点に地下鉄北四番丁駅がある）
- 北三番丁（軽車両を除き西向きに一方通行規制されている。勾当台通で管理が分割されている。仙台市道青葉741～742号・北三番丁1号線～2号線）
- 北二番丁（軽車両を除き東向きに一方通行規制されている。北一番丁とともに県庁市役所前終着・始発バスの転回用コースとしても利用されている。仙台市道青葉740号・北二番丁線）
- 北一番丁（軽車両を除き西向きに一方通行規制されている。勾当台通で管理が分割され、勾当台通以西は仙台市営バスの営業路線となっている。仙台市道青葉738～739号・北一番丁1号線～2号線）

#### 交差点
タクシーなどに都心部内の行き先を交差点で表現するときは、慣例的に「ちょう」が付く通りの方を後に言うことが多い（定禅寺通・国分町など）。また、「東X番丁」については「東」を省略している者が多い（「中央通・（東）二番丁」など）。
バス停留所名として用いられているもの
仙台市営バス
- 二日町北四番丁
- 広瀬通一番町
- 青葉通一番町
- 北六番丁小学校前
- 東七番丁
- 東八番丁

宮城交通
- 北二番丁二日町

#### 占領下の名称
戦後の占領期に仙台に進駐した連合国軍（主に米軍）により、中心部の道には日本語名とは無関係に英語名が付けられた。東西道は Street（ストリート）、南北道は avenue（アヴェニュー）で統一され、ニューヨーク市のマンハッタンと同様であった。また、東西道には樹木の名称、南北道にはアメリカ合衆国の都市名が付された。例えば、東西道の場合は、北一番丁がDogwood Street、大町がHickory Street、南町通がMaple Street、南北道の場合は、木町通がChicago Avenue、通町がEl Paso Avenue、東二番丁がFargo Avenue など。占領中はこれらの英称が各通りに掲示されたが、日本人には使用を強要しなかったため現在は用いられない。
仙台市歴史民俗資料館に当時米軍が使用していた市街地の地図が保管されており、時折展示される場合がある。

## 主要な大規模建造物
竣工が2007年以降を中心に掲載。
| 竣工年 | 月   | 建造物名                                       | 延床面積 | 階数 | 高さ    | 備考                                                                                         |
| ------ | ---- | ---------------------------------------------- | -------- | ---- | ------- | -------------------------------------------------------------------------------------------- |
| 2007年 | 6月  | 仙台ファーストタワー                           | 29308㎡  | 24階 | 99.90m  | 一番町三丁目南地区が都市再生特別地区に指定                                                   |
| 2007年 | 8月  | JRE東二番丁スクエア                            | 28239㎡  | 14階 |         |                                                                                              |
| 2007年 | 12月 | パークハウス仙台五橋タワー                     | 15256㎡  | 23階 | 82.00m  |                                                                                              |
| 2008年 | 2月  | アパヴィラホテル仙台駅五橋                     | 13256㎡  | 20階 | 60.50m  |                                                                                              |
| 2008年 | 3月  | いちご花京院ビル                               | 11460㎡  | 14階 |         |                                                                                              |
| 2008年 | 5月  | シティタワー仙台五橋                           | 20765㎡  | 28階 | 99.00m  |                                                                                              |
| 2008年 | 6月  | AI.Premium                                     | 22829㎡  | 8階  |         |                                                                                              |
| 2008年 | 7月  | 仙台マークワン                                 | 49906㎡  | 19階 | 98.99m  |                                                                                              |
| 2008年 | 10月 | シティタワー勾当台公園                         | 11976㎡  | 26階 | 92.25m  |                                                                                              |
| 2008年 | 10月 | アップルタワーズ仙台 ブローディアタワー        | 32253㎡  | 30階 | 106.50m |                                                                                              |
| 2008年 | 10月 | アップルタワーズ仙台 アベリアタワー            | 16957㎡  | 18階 |         |                                                                                              |
| 2009年 | 5月  | プライムスクエア広瀬通                         | 14513㎡  | 14階 |         |                                                                                              |
| 2009年 | 7月  | 仙台本町三井ビルディング                       | 14595㎡  | 18階 | 81.50m  |                                                                                              |
| 2009年 | 8月  | アゼリアヒルズ                                 | 30310㎡  | 19階 | 81.50m  |                                                                                              |
| 2009年 | 9月  | ミッドプレイス仙台タワー&レジデンス            | 41974㎡  | 31階 | 99.30m  |                                                                                              |
| 2009年 | 11月 | 東京建物仙台ビル                               | 28496㎡  | 20階 | 96.95m  | 中央一丁目広瀬通地区が都市再生特別地区に指定                                                 |
| 2009年 | 11月 | ライオンズタワー勾当台通                       | 18524㎡  | 29階 | 103.62m |                                                                                              |
| 2010年 | 2月  | シティタワー仙台花京院                         | 25205㎡  | 29階 | 99.88m  |                                                                                              |
| 2010年 | 3月  | ソララプラザ                                   | 24436㎡  | 14階 | 62.65m  |                                                                                              |
| 2010年 | 3月  | ライオンズ青葉東クレアシティ                   | 10664㎡  | 15階 |         |                                                                                              |
| 2010年 | 4月  | 仙台トラストタワー                             | 125295㎡ | 37階 | 180.00m |                                                                                              |
| 2010年 | 6月  | ザ・レジデンス一番町                           | 30359㎡  | 29階 | 99.90m  |                                                                                              |
| 2011年 | 2月  | 仙台第3法務総合庁舎                            | 13388㎡  | 8階  |         |                                                                                              |
| 2012年 | 1月  | ザ・ライオンズ定禅寺タワー                     | 20156㎡  | 29階 | 99.98m  |                                                                                              |
| 2012年 | 1月  | 一番町平和ビル                                 | 11079㎡  | 10階 |         |                                                                                              |
| 2012年 | 1月  | パークタワー勾当台公園                         | 11490㎡  | 20階 |         |                                                                                              |
| 2012年 | 3月  | ヨドバシ仙台第2ビル                            | 36118㎡  | 8階  |         |                                                                                              |
| 2012年 | 6月  | 仙台市宮城野区文化センター                     | 13625㎡  | 3階  |         |                                                                                              |
| 2012年 | 9月  | ゼビオアリーナ仙台                             | 11707㎡  | 3階  |         |                                                                                              |
| 2013年 | 5月  | NTT東日本仙台青葉通ビル                        | 33742㎡  | 14階 |         |                                                                                              |
| 2013年 | 12月 | ザ 仙台タワー                                  | 14745㎡  | 22階 | 81.90m  |                                                                                              |
| 2014年 | 7月  | 仙台市立病院                                   | 52286㎡  | 11階 |         |                                                                                              |
| 2014年 | 7月  | グリーンライフ仙台                             | 20826㎡  | 13階 |         |                                                                                              |
| 2014年 | 7月  | IKEA仙台                                       | 48761㎡  | 5階  |         |                                                                                              |
| 2015年 | 1月  | ザ・青葉通レジデンス                           | 24180㎡  | 24階 | 79.80m  |                                                                                              |
| 2015年 | 4月  | シティタワー仙台一番町レジデンス               | 15163㎡  | 30階 | 99.98m  |                                                                                              |
| 2015年 | 12月 | 仙台合同庁舎B棟                                | 38025㎡  | 17階 | 79.94m  |                                                                                              |
| 2016年 | 10月 | レーベン仙台SILVISTA                           | 13912㎡  | 15階 |         |                                                                                              |
| 2017年 | 1月  | シティタワー長町新都心                         | 46017㎡  | 24階 | 85.50m  |                                                                                              |
| 2017年 | 3月  | ザ・ガーデンズ勾当台通タワーレジデンス         | 15844㎡  | 23階 | 75.60m  |                                                                                              |
| 2017年 | 5月  | NHK仙台放送会館                                | 23630㎡  | 7階  | 40.18m  |                                                                                              |
| 2017年 | 7月  | ホテルメトロポリタン仙台イースト               | 16639㎡  | 14階 | 56.50m  |                                                                                              |
| 2017年 | 9月  | ONE PARK RESIDENTIAL TOWERS                    | 39270㎡  | 24階 | 78.70m  |                                                                                              |
| 2018年 | 1月  | レーベン仙台 THE GRANDE                        | 20937㎡  | 13階 | 39.99m  |                                                                                              |
| 2018年 | 2月  | 仙台ナナイロ                                   | 10551㎡  | 10階 | 47.93m  |                                                                                              |
| 2018年 | 9月  | イオンスタイル仙台卸町                         | 46434㎡  | 6階  | 30.20m  |                                                                                              |
| 2019年 | 1月  | プレシスあすと長町エクレール                   | 14682㎡  | 15階 | 47.60m  |                                                                                              |
| 2019年 | 2月  | 仙台医療センター                               | 63366㎡  | 12階 | 50.15m  |                                                                                              |
| 2019年 | 3月  | プレシス仙台高砂                               | 15995㎡  | 15階 |         |                                                                                              |
| 2019年 | 3月  | 荒巻ワンダープラザ                             | 19535㎡  | 4階  | 15.10m  |                                                                                              |
| 2019年 | 3月  | BRANCH仙台WEST                                 | 15992㎡  | 4階  | 18.89m  |                                                                                              |
| 2019年 | 4月  | シティタワーあすとレジデンシャル               | 43664㎡  | 24階 | 80.75m  |                                                                                              |
| 2019年 | 7月  | パークタワーあすと長町                         | 49997㎡  | 28階 | 92.84m  |                                                                                              |
| 2019年 | 8月  | レーベン仙台 THE BRIGHTAS                      | 16997㎡  | 13階 | 39.99m  |                                                                                              |
| 2019年 | 10月 | ル・サンクタワー仙台勾当台公園                 | 10090㎡  | 23階 | 72.18m  |                                                                                              |
| 2020年 | 1月  | プラウドシティ仙台上杉山通                     | 21019㎡  | 13階 | 39.95m  |                                                                                              |
| 2020年 | 1月  | シエリア仙台新寺                               | 10086㎡  | 12階 | 40.96m  |                                                                                              |
| 2020年 | 2月  | ウィザースレジデンス仙台卸町駅前               | 12910㎡  | 15階 | 44.69m  |                                                                                              |
| 2020年 | 7月  | 仙台宮城野ビル                                 | 13732㎡  | 16階 | 64.94m  |                                                                                              |
| 2020年 | 10月 | 新仙台ビルディング                             | 11128㎡  | 10階 | 47.50m  |                                                                                              |
| 2021年 | 2月  | JR仙台イーストゲートビル                       | 25682㎡  | 13階 | 59.95m  |                                                                                              |
| 2021年 | 2月  | ザ・レーベン仙台大手町                         | 13734㎡  | 13階 | 39.88m  |                                                                                              |
| 2021年 | 2月  | JCHO仙台病院                                   | 32994㎡  | 7階  | 34.59m  |                                                                                              |
| 2021年 | 9階  | JR東日本仙台支社ビル                           | 21349㎡  | 7階  | 32.45m  |                                                                                              |
| 2021年 | 10月 | スターレイク仙台                               | 12652㎡  | 7階  | 26.70m  |                                                                                              |
| 2021年 | 12月 | シティハウス堤通雨宮町                         | 20036㎡  | 13階 | 39.85m  |                                                                                              |
| 2022年 | 1月  | プラウドタワー仙台晩翠通セントラル             | 28444㎡  | 24階 | 79.99m  |                                                                                              |
| 2022年 | 1月  | 仙台徳洲会病院                                 | 33739㎡  | 9階  | 44.45m  |                                                                                              |
| 2022年 | 2月  | シティテラス上杉                               | 33369㎡  | 13階 | 39.95m  |                                                                                              |
| 2022年 | 4月  | ダイワロイネットホテル仙台西口                 | 10649㎡  | 13階 | 49.96m  |                                                                                              |
| 2022年 | 9月  | 東北学院大学 五橋キャンパス                    | 64998㎡  | 16階 | 73.45m  |                                                                                              |
| 2022年 | 9月  | ヤマダデンキ Tecc LIFE SELECT 仙台あすと長町店 | 34324㎡  | 5階  | 24.43ｍ |                                                                                              |
| 2023年 | 1月  | パークホームズ仙台卸町                         | 31259㎡  | 24階 | 78.72m  |                                                                                              |
| 2023年 | 3月  | ヨドバシ仙台第1ビル                            | 76460㎡  | 12階 | 56.20m  |                                                                                              |
| 2023年 | 7月  | パークホームズ北仙台                           | 12429㎡  | 21階 | 64.30m  |                                                                                              |
| 2023年 | 8月  | レジデンシャル青葉広瀬川                       | 20853㎡  | 7階  | 19.99m  |                                                                                              |
| 2023年 | 11月 | ウッドライズ仙台                               | 10200㎡  | 10階 | 48.00m  | せんだい都心再構築プロジェクト認定案件                                                       |
| 2023年 | 12月 | アーバンネット仙台中央ビル                     | 42132㎡  | 19階 | 88.70m  | せんだい都心再構築プロジェクト第1号案件 また、中央四丁目東二番丁地区が都市再生特別地区に指定 |
| 2023年 | 12月 | 仙台厚生病院                                   | 46320㎡  | 9階  | 44.00m  |                                                                                              |
| 2023年 | 12月 | シティタワー青葉通一番町                       | 15248㎡  | 24階 | 79.90m  |                                                                                              |
| 2024年 | 1月  | T-PLUS仙台                                     | 13834㎡  | 12階 | 55.00m  | せんだい都心再構築プロジェクト認定案件                                                       |
| 2024年 | 1月  | レーベン小鶴新田 THE ONE                       | 18971㎡  | 12階 | 35.72m  |                                                                                              |
| 2024年 | 10月 | あすとレジデンシャル ザ・タワー                | 18803㎡  | 20階 | 63.30m  |                                                                                              |
| 2025年 | 5月  | NANT仙台南町                                   | 11657㎡  | 11階 | 48.75m  | せんだい都心再構築プロジェクト認定案件                                                       |
| 2025年 | 9月  | イオンモール仙台上杉                           | 74786㎡  | 6階  | 24.40m  |                                                                                              |
| 2025年 | 12月 | (仮称)ロイヤルパークス仙台青葉                 | 25211㎡  | 15階 | 47.51m  |                                                                                              |
| 2025年 | 12月 | シエリア仙台五橋                               | 10521㎡  | 18階 | 57.50m  |                                                                                              |
| 2026年 | 2月  | 仙台駅東口賃貸住宅開発プロジェクト             | 10416㎡  | 14階 | 45.54m  |                                                                                              |
| 2026年 | 3月  | パークホームズ仙台中央                         | 17094㎡  | 25階 | 89.07m  |                                                                                              |
| 2027年 | 3月  | (仮称)仙台市青葉区一番町オフィス開発計画       | 11379㎡  | 12階 | 57.00m  | せんだい都心再構築プロジェクト認定案件                                                       |
| 2027年 | 10月 | 仙台 ザ・グランスカイ                          | 47771㎡  | 22階 | 78.00m  |                                                                                              |
| 2027年 | 11月 | 仙台市役所本庁舎                               | 64310㎡  | 15階 | 77.25m  | せんだい都心再構築プロジェクト認定案件                                                       |
| 2028年 | ー   | (仮称)仙台第一生命ビルディング建替え計画       | 16200㎡  | 13階 |         | せんだい都心再構築プロジェクト認定案件 また、国分町三丁目一番地区が都市再生特別地区に指定    |
| 2028年 | 12月 | 県民会館・NPOプラザ複合施設                    | 32286㎡  | 4階  | 36.72m  |                                                                                              |
| 2030年 | ー   | 一番町三丁目七番地区市街地再開発(北街区)       | 54000㎡  | 24階 |         | せんだい都心再構築プロジェクト認定案件 また、一番町三丁目七番地区が都市再生特別地区に指定    |
| 2031年 | ー   | (仮称)国際センター駅北地区複合施設             | 31388㎡  | 4階  |         |                                                                                              |
| 2035年 | ー   | 一番町三丁目七番地区市街地再開発(南街区)       | 118000㎡ | 35階 |         | せんだい都心再構築プロジェクト認定案件 また、一番町三丁目七番地区が都市再生特別地区に指定    |